# Contre-ion

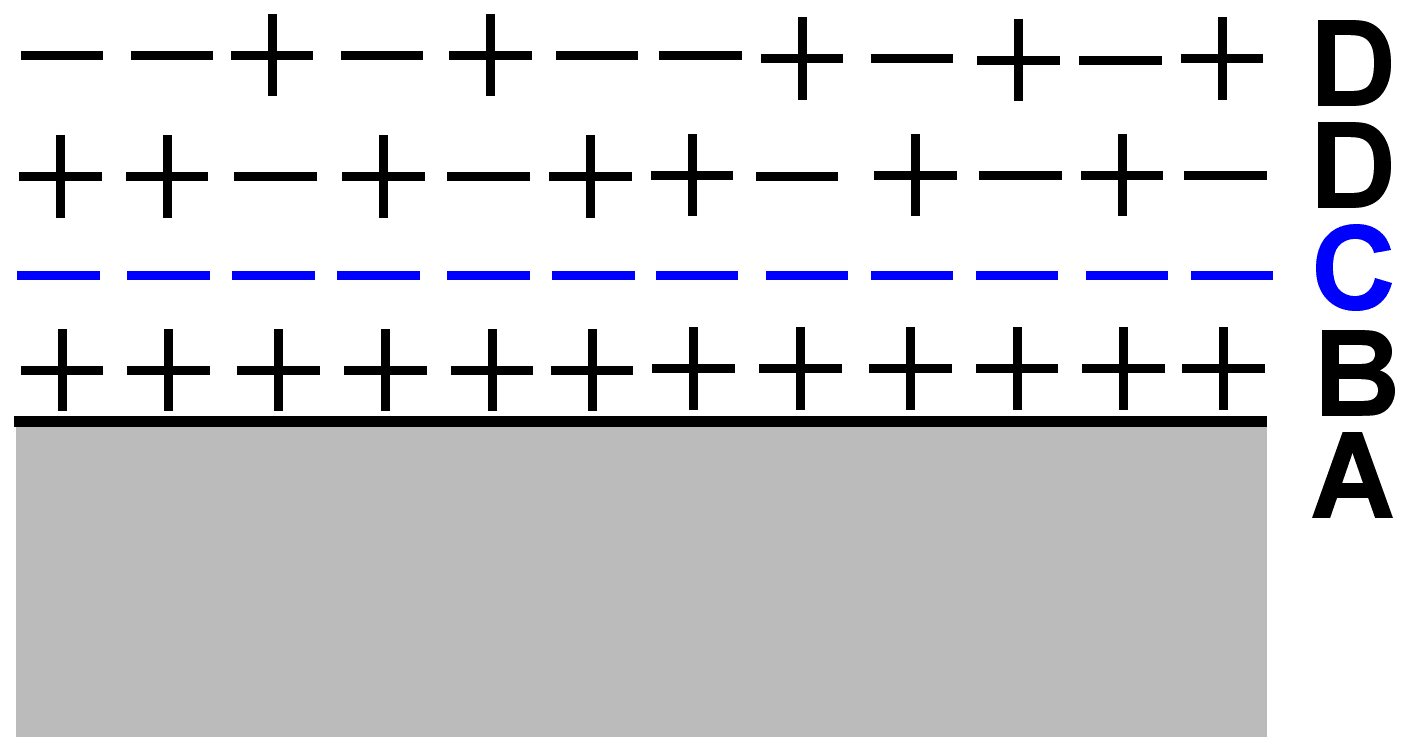
Principe du Contre-ion

Le contre-ion est l'ion qui accompagne un autre ion de charge opposée, de manière à assurer l'électroneutralité.
Par exemple, dans le chlorure de sodium qui est le sel de table, le cation sodium Na+ est le contre-ion de l'anion chlorure Cl−, et vice-versa.
Un contre-ion sera plus communément appelé anion ou cation, selon qu’il est chargé négativement ou positivement. Ainsi, la contre-ion à un anion sera un cation, et vice versa.
En biochimie, les contre-ions sont généralement vaguement définis. En fonction de leur charge, les protéines sont associées à une variété d’anions et de cations plus petits. Dans les cellules végétales, le malate anionique est souvent accumulé dans la vacuole pour diminuer le potentiel hydrique et stimuler l’expansion cellulaire. Pour maintenir la neutralité, les ions K+ sont souvent accumulés en tant que contre-ion. La perméation des ions à travers les parois cellulaires hydrophobes est médiée par des canaux de transport d’ions. Les acides nucléiques sont anioniques, les cations correspondants sont souvent des polyamines protonées.
Les contre-ions sont les ions mobiles dans les polymères échangeurs d’ions et les colloïdes. Les résines échangeuses d’ions sont des polymères avec une charge nette négative ou positive. Les résines échangeuses de cations sont constituées d’un polymère anionique avec des contre-cations, généralement Na+ (sodium). La résine a une affinité plus élevée pour les contre-cations très chargées, par exemple par le Ca2+ (calcium) dans le cas de l’adoucissement de l’eau. En conséquence, les résines échangeuses d’anions sont généralement fournies sous forme de chlorure Cl−, qui est un contre-anion très mobile.
Les contre-ions sont utilisés dans la catalyse par transfert de phase. Dans une application typique, la contre-cation lipophile telle que le benzalkonium solubilise les réactifs dans les solvants organiques.